# اتحادیه بین‌المللی زنان برای صلح و آزادی
اتحادیه بین‌المللی زنان برای صلح و آزادی (به انگلیسی:Women's International League for Peace and Freedom) سازمان غیرانتفاعی و مردم‌نهادی است که «برای جمع نمودن زنان با دیدگاه‌های مختلف سیاسی و زمینه‌های متفاوت فلسفی و مذهبی مصمم به مطالعه و شناخت علل جنگ و فعالیت برای یک صلح دائم» تشکیل شده است. همچنین این سازمان برای حقوق زنان مبارزه می‌کند. این سازمان در ۳۷ کشور دنیا شعبه دارد.
شعبه مرکزی این سازمان در شهر ژنو سوییس قرار دارد.

اتحادیه بین‌المللی زنان برای صلح و آزادی از کنگره بین‌المللی زنان دربرابر جنگ جهانی اول که در سال ۱۹۱۵ میلادی در لاهه هلند برگزار شد، ایجاد گردید اما تا سال ۱۹۱۹ نامی برای خود انتخاب نکرده بود.